# Wesele
Wesele es una película polaca de comedia negra de 2004 dirigida por Wojciech Smarzowski.

## Reparto
- Marian Dziędziel como Wojnar, el padre de Kasia
- Iwona Bielska como Eluśka, la madre de Kasia
- Tamara Arciuch como Kasia
- Bartłomiej Topa como Janusz, el marido de Kasia
- Maciej Stuhr como camarógrafo Mateusz
- Wojciech Skibiński como Wincenty Mróz, padre de Eluśka y abuelo de Kasia
- Paweł Wilczak como hermano del sacerdote y gángster
- Andrzej Beja-Zaborski como Adam, el sacerdote
- Lech Dyblik como el tío Edek Wąs
- Jerzy Rogalski como el tío Mundek
- Agnieszka Matysiak como tía Hela
- Tomasz Sapryk como el sargento Styś
- Arkadiusz Jakubik como el notario Jan Janocha
- Pawel Gędłek como Ciapara
- Andrzej Mastalerz como policía Trybus
- Robert Wabich como padrino

## Estreno
La película fue estrenada en Polonia el 15 de octubre de 2004.